# زاویه ساعتی

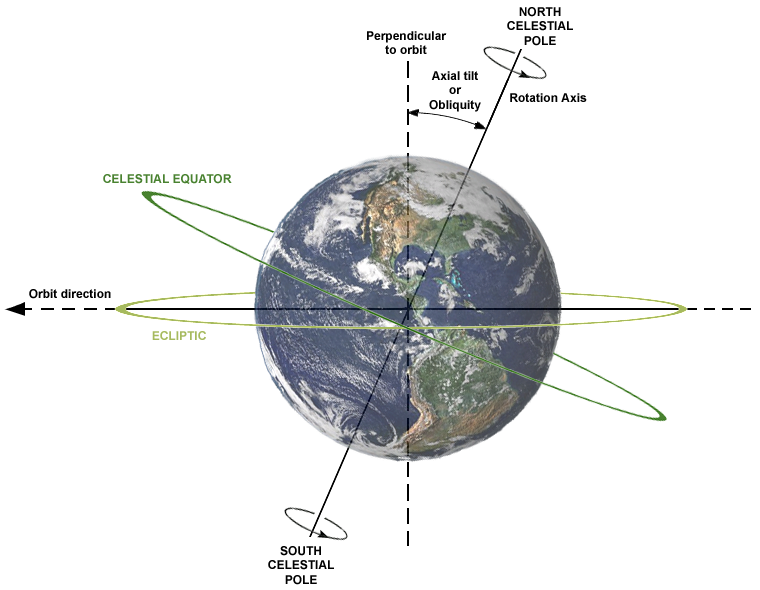
زاویه ساعتی

زاویهٔ ساعتی در دستگاه مختصات سماوی، زاویهٔ تفاضل بین نصف‌النهار ناظر با دایره ساعتی (امتداد فضایی نصف‌النهار زمینی) یک جرم آسمانی است. تقسیم‌بندی آن از شرق به غرب بر اساس ساعت، دقیقه و ثانیه است. زاویه ساعتی نصف‌النهار ناظر همواره صفر است. برای یک ناظر، زاویهٔ ساعتی خورشید در ظهرگاه (که خورشید بر روی نصف‌النهار است) ساعت صفر و در هنگام غروب نزدیک ساعت ۶ و نیمه شب ساعت ۱۲ و اول صبح حدود ساعت ۱۸ است.
در دستگاه مختصات سماوی، مکمل زاویهٔ ساعتی، میل (اخترشناسی) است که موقعیت سماوی را کامل نشان می‌دهد.